# パピコ (オレンジスパイニクラブの曲)
『パピコ』は、日本のロックバンド・オレンジスパイニクラブのメジャー4作目の配信シングルである。

## 概要
- 前作「タイムトラベルメロン」から約4ヶ月ぶりのシングル。
- 2つに分けて食べる江崎グリコの同名商品になぞらえた恋愛ソング[1]。
- リリースに先んじて、1月19日にJ-WAVE「SONAR MUSIC」内のコーナー「SONAR’S ROOM」にてラジオ初オンエア[2]。
- 2月1日にジャケット写真を公開し、ジャケット写真を使用した楽曲の一部が聴けるビジュアライザーも公開。また、配信日となる2月8日には公式YouTubeチャンネルにてミュージック・ビデオをプレミア公開。公開前の20時半からは楽曲リリースを記念したインスタライブを開催[3]。MVには新田桃子と樋之津琳太郎が出演している。監督は「ガマズミ」以来8作ぶり2作目となる倉本雷大。

## 収録曲
1. パピコ [4:52]
作詞・作曲：スズキナオト
  - 2つに分けて食べる「パピコ」になぞらえ、男女の淡い恋愛模様を表した曲[4]。